# لقاح أكسفورد–آسترازينيكا
لقاح أكسفورد–آسترازينيكا أو أي زد دي 1222 (بالإنجليزية: AZD1222)‏ ويُعرف كذلك باسم: ChAdOx1 nCoV-19، ويُشار إليه إعلاميًا باسم: لقاح آسترازينيكا أو لقاح أكسفورد أو لقاح فاكسيفريا حديثاً  هو لقاح ضد مرض فيروس كورونا، عملت جامعة أكسفورد مع شركة آسترازينيكا البريطانية-السويدية، على تطويره وإنتاجه، وهو مخصص للإعطاء عن طريق الحقن العضلي. تُجرى أبحاث اللقاح من قبل فريق مكوّن من معهد إدوارد جينر لأبحاث اللقاحات ومجموعة أكسفورد للقاحات، ويقود الفريق كل من سارة غيلبرت، أدريان هيل، أندرو بولارد، تيريزا لامبي، ساندي دوغلاس وكاثرين غرين. في نوفمبر 2020، دخل اللقاح إلى المرحلة الثالثة من التجارب السريرية.
بلغت فعالية اللقاح 90% عند اتباع نظام الجرعات الذي يعتمد إعطاء نصف الجرعة متبوعةً بجرعة كاملة بعد شهر على الأقل، وهذه نتيجة تجارب متنوعة شملت مشتركين جميعهم أصغر من 55 سنةً. أظهر نظام جرعات آخر فعاليةً بلغت 62% عند إعطاء جرعتين كاملتين بفاصل شهر واحد على الأقل.
أجرى البحث معهد إدوارد جينر ومجموعة أبحاث اللقاحات في جامعة أكسفورد بالتعاون مع مُصنّع اللقاحات الإيطالي أدفينت إس آر آي في مدينة بوميتسيا ضمن حرم منظمة آي آر بي إم البحثية. أنتج هذا المصنع أول دفعة من لقاح كوفيد-19 لاستخدامه في التجارب السريرية. قاد الفريق البحثي كل من سارة جيلبرت وأدريان هيل وأندرو بولارد وتيريزا لامبي وساندي دوغلاس وكاثرين غرين.
نال اللقاح الموافقة على إدراجه في برنامج التلقيح الخاص بالمملكة المتحدة في 30 ديسمبر 2020، وأُعطيت الجرعة الأولى في 4 يناير عام 2021.
في مارس 2021، أوقفت بعض البلدان من بينها ألمانيا وفرنسا وإيطاليا وإسبانيا وهولندا والنرويج والدنمارك والسويد استخدام اللقاح مؤقتًا خوفًا من علاقته بحالات نادرة من تخثر الدم التي لوحظت في عدد قليل من متلقي اللقاح. بعد بيان وكالة الأدوية الأوربية، استأنفت الدول الأوروبية تطعيمات آسترازينيكا. ومع ذلك استمر الجدل حول علاقة اللقاح بحالات تخثر الدم النادرة بعد الشك في بيانات اللقاح حول فعاليته والتي تم تصحيحها لاحقاً بالإضافة إلى وفاة سبعة أشخاص في بريطانيا تلقوا لقاح أسترازينيكا. وفي مايو 2024 ووفقاً لتصريح هيئة تنظيم الأدوية في الاتحاد الأوروبي فإن شركة الأدوية آسترازينيكا طلبت سحب الترخيص الأوروبي للقاحها المضاد لكوفيد-19، وخلصت الهيئة إلى أن جرعة اللقاح لم تزيد من خطر الإصابة بالجلطات بشكل عام، لكن الشكوك لا تزال قائمة.

## أساس اللقاح

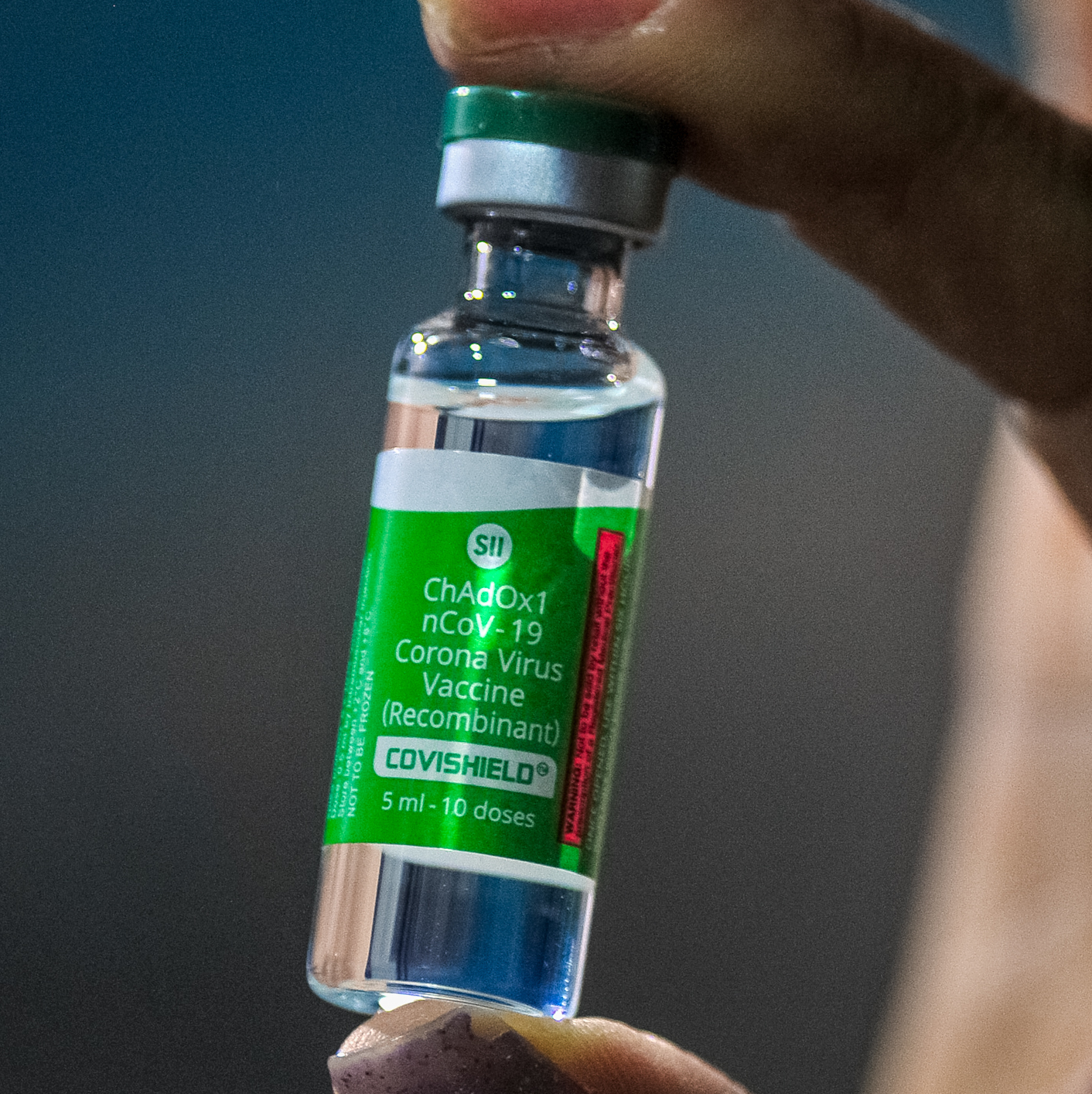
قارورة تحوي لقاح أكسفورد-آسترازينيكا الذي تصنعه شركة سيروم الهندية (يُسوق تحت الاسم التجاري كوفيشيلد في السوق الهندي ودول قليلة أخرى).

لقاح إيه زد دي 1222 هو ناقل فيروسي قردي مُضعف الانتساخ يحوي التسلسل المرمز مُحسّن الشيفرات كامل الطول لبروتين الحسكة (البروتين البارز من الغلاف) الموجود في فيروس سارس-كوف-2 إضافةً إلى التسلسل القائد (الرنا القائد) لمنشط البلاسمينوجين النسيجي (تي بّي إيه).
استخدم الباحثون تسلسل جينوم فيروس سارس-كوف-2 الذي اكتُشف في ووهان. لا يستطيع فيروس الشمبانزي الغدي المعدل المُسمى فيروس قرود تيتي الغدي إي سي سي-201 أن ينتسخ، لذا لا يسبب عدوى إضافيةً، بل يعمل ناقلًا لبروتين الحسكة الخاص بسارس-كوف-2.
بروتين الحسكة إس 1 هو بروتين خارجي يمكّن فيروسات كورونا من نمط سارس من الدخول إلى الخلايا عبر النطاق الإنزيمي للإنزيم المحول للأنجيوتنسين 2. بعد التلقيح يتشكل بروتين الحسكة ويحرض الجهاز المناعي على مهاجمة فيروس كورونا إذا أصاب الجسد مرةً أخرى.

## تاريخ اللقاح
في فبراير 2020، وافق معهد إدوارد جينر على التعاون مع شركة أدفينت إس آر آي الإيطالية لإنتاج أول دفعة من اللقاح المرشح للتطبيق في التجارب السريرية.
في مارس 2020، شجعت حكومة المملكة المتحدة جامعة أكسفورد على العمل مع شركة آسترازينيكا بدلًا من شركة ميرك الأمريكية تخوفًا من احتكار إدارة ترامب للقاح.
في يونيو 2020، أكد المعهد الوطني الأمريكي للحساسية والأمراض المعدية (إن إس إيه آي دي) أن المرحلة الثالثة من اختبار اللقاح الموعود الذي طورته جامعة أكسفورد وشركة آسترازينيكا ستبدأ في يوليو 2020.
في يوليو 2020، دخلت آسترازينيكا في شراكة مع إيكويفيا لتسريع التجارب السريرية في أمريكا.
بعد أن شجعت مؤسسة غيتس جامعة أكسفورد على إيجاد شركة أكبر تتعاون معها لطرح لقاح كوفيد-19 خاصتها في الأسواق، تراجعت الجامعة عن تعهدها السابق بالتبرع بحقوق الملكية لأي شركة أدوية.
في 31 أغسطس 2020، أعلنت آسترازينيكا عن بدء إدراج بالغين في المرحلة الأخيرة من الدراسة الممولة أمريكيًا التي تشمل 30,000 مشاركًا.
في 8 سبتمبر 2020، أعلنت آسترازينيكا تعليق تجارب اللقاح عالميًا بسبب ظهور تأثيرات عكسية لدى بعض المشاركين في المملكة المتحدة. أعلنت الشركة وجامعة أكسفورد عن استمرار التجارب السريرية في المملكة بعد أن وجد المنظمون أنها آمنة.
وُجهت إلى آسترازينيكا انتقادات تتعلق بسلامة اللقاح بعد مخاوف من ملاحظة الخبراء رفض الشركة تزويدهم بتفاصيل عن الاعتلال العصبي الخطير الذي أصاب مشاركَين تلقيا الجرعة التجريبية من اللقاح في بريطانيا. استمرت التجارب في المملكة المتحدة والبرازيل وجنوب أفريقيا واليابان والهند، لكنها بقيت متوقفةً في الولايات المتحدة حتى 23 أكتوبر 2020 ريثما استقصت إدارة الغذاء والدواء مرض أحد المشاركين الذي دفعهم إلى إيقاف التجارب السريرية وفقًا لأليكس عازار وزير الصحة والخدمات الإنسانية الأمريكية.
في 15 أكتوبر 2020، توفي الدكتور جاو بيدرو آر. فيتوسا عن عمر يناهز 28 عامًا نتيجة اختلاطات كوفيد-19 بعد أن تلقى جرعةً من الدواء الموهم بدلًا من اللقاح التجريبي في تجربة لقاح إيه زد دي 1222، وأعلنت السلطات الصحية البرازيلية (الوكالة الوطنية للمراقبة الصحية-أنفيسا ANVISA) عن استمرار التجارب السريرية في البرازيل.
في 23 نوفمبر 2020، أعلنت جامعة أكسفورد وشركة آسترازينيكا النتائج المرحلية للتجارب الجارية في المرحلة الثالثة، وكان هناك القليل من النقد الموجه للطرق المعتمدة في التقرير الذي جمع نتائج مجموعتي المشاركين في الاختبار رغم تطبيق نظام جرعات مختلف لكل منهما لتصبح نسبة الفعالية 70% وفقًا له. بلغت نسبتا الفعالية 62% و90% لكل مجموعة على حدة. صرحت آسترازينيكا أنها ستجري تجارب إضافية في بلدان متعددة باستخدام الجرعة الأقل التي أظهرت فعالية أعلى بلغت 90%.
اتضحت المعلومات الواردة في هذه التقارير بعد نشر النتائج المرحلية الكاملة في 8 ديسمبر 2020 من أربع تجارب عمياء معشاة منضبطة. لم تحدث أي حالات استشفاء أو أمراض شديدة في المجموعة التي تلقت الجرعة الأولى الفعالة من اللقاح منذ أكثر من 21 يومًا، على عكس أولئك في المجموعة المرجعية. كانت التأثيرات الجانبية الخطيرة متوازنةً بين المجموعة المرجعية والمجموعة الفعالة (التي أخذت الجرعات الحقيقية من اللقاح) في الدراسات، ما نفى مسؤولية اللقاح عن هذه التأثيرات. ظهرت 14 حالةً من التهاب النخاع المستعرض بعد إعطاء الجرعة الداعمة ما دفع إلى الاعتقاد بارتباطه بالتلقيح، لكن لجنة مستقلة من المختصين بالأمراض العصبية اعتبرته داءً مجهول السبب مزيلًا للميلانين في قطاع قصير من النخاع الشوكي. اعتُبرت الحالتان الأخريان من التهاب النخاع المستعرض غير مرتبطتين باللقاح، وكانت إحداهما في المجموعة المرجعية والأخرى في المجموعة الملقحة.
في 11 سبتمبر 2020، أعلنت آسترازينيكا أنها ستدرس مع مركز غاماليا الوطني الروسي لأبحاث علوم الأوبئة والأحياء الدقيقة إمكانية دمج لقاحي كورونا اللذين أنتجاهما (إيه زد دي 1222 وسبوتنيك 5) لتحسين مستوى الحماية من المرض. كان من المتوقع أن تبدأ التجارب السريرية في روسيا قبل نهاية 2020.
في 27 ديسمبر 2020، صرح باسكال سوريوت الرئيس التنفيذي لشركة آسترازينيكا باعتقاده أن الباحثين وجدوا في لقاح كوفيد-19 أكسفورد-آسترازينيكا «الورقة الرابحة» خاصةً عند استخدام نظام الجرعتين.
في 4 يناير 2021، أصبح بريان بينكر بعمر 82 سنةً أول شخص يتلقى لقاح كوفيد-19 أكسفورد-آسترازينيكا خارج التجارب السريرية.

## الموافقات على اللقاح
في 27 نوفمبر 2020، طلبت حكومة المملكة المتحدة من الوكالة التنظيمية للأدوية ومنتجات الرعاية الصحية تقييم لقاح إيه زد دي 1222 لنشره في الأسواق مؤقتًا، ونال اللقاح الموافقة على الاستخدام في 30 ديسمبر 2020 ليصبح ثاني لقاح يدخل خطة النشر الوطنية.
تلقت وكالة الأدوية الأوروبية طلبًا لتصريح التسويق الشرطي (سي إم إيه) للقاح في 12 يناير 2021. أفاد بيان صحفي بإمكانية إصدار الوكالة توصيات التسويق الشرطي في 29 يناير إلى أن تتخذ المفوضية الأوروبية قرارها بعد ذلك بعدة أيام. منح جهاز التنظيم المجري موافقةً أحادية الجانب على استخدام اللقاح بدلًا من انتظار موافقة وكالة الأدوية الأوروبية.
في 29 يناير 2021، أوصت وكالة الأدوية الأوروبية بمنح تصريح التسويق الشرطي للقاح إيه زد دي 1222 لمن تجاوزوا سن الثامنة عشر.
نال اللقاح أيضًا موافقة السلطات التنظيمية على الاستخدام الطارئ في الأرجنتين والسلفادور والهند والمكسيك وبنغلادش وجمهورية الدومينكيان وباكستان والفلبين ونيبال والبرازيل وسريلانكا.

## الإنتاج والتوزيع
يتصف اللقاح بالاستقرار في حرارة الثلاجة، وتبلغ كلفته 3 إلى 4 دولارات أمريكية لكل جرعة. في 17 ديسمبر غرد وزير الدولة للموازنة في بلجيكا كاشفًا عن نية الاتحاد الأوروبي دفع ما قدره 1.78 يورو (2.16 دولار أمريكي) لكل جرعة.
وفقًا لبام شينغ نائب رئيس آسترازينيكا للعمليات وتكنلوجيا المعلومات، خططت الشركة لتجهيز نحو 200 مليون جرعة للتوزيع في أنحاء العالم بحلول نهاية 2020، وامتلاك القدرة على إنتاج 100 إلى 200 مليون جرعة شهريًا حال تسريع عملية التصنيع.
في يونيو 2020، وقعت شركتا آسترازينيكا وإميرجينت بيوسوليوشن صفقةً بلغت قيمتها 87 مليون دولار أمريكي لتصنيع جرعات مخصصة للسوق الأمريكي، إضافةً إلى تأمين 100 مليون جرعة لبرنامج التلقيح الوطني التابع لهيئة الخدمات الصحية الوطنية (إن إتش إس) في المملكة المتحدة. كانت الصفقة جزءًا من مبادرة عملية السرعة القصوى التي أطلقتها إدارة ترامب لتطوير الإنتاج وتوسيع نطاقه سريعًا لتصنيع العدد المستهدف من الجرعات مع نهاية 2020. كان من المخطط أن تتحمل مؤسسة كاتالينت مسؤولية عمليتي التعبئة والتغليف، على أن تُجرى أغلب عمليات التصنيع في المملكة المتحدة.

## الاستخدامات الطبية
يحمي أخذ لقاح أكسفورد–آسترازينيكا من الإصابة بفيروس كورونا المرتبط بالمتلازمة التنفسية الحادة الشديدة النوع 2، ويُعطى للوقاية من فيروس كوفيد-19 عند البالغين الذين تتراوح أعمارهم من 18 عامًا وما فوق. يؤخذ اللقاح عبر جرعتين 0.5 مل (0.017 أونصة سائلة) ويُعطى عن طريق الحقن العضلي في العضلة الدالية (أعلى الذراع). الدورة الأولية جرعتان بفاصل 4 إلى 12 أسبوعًا بينهما. توصي منظمة الصحة العالمية بفاصل 8 إلى 12 أسبوعًا بين الجرعات لتحقيق الفعالية المثلى.
لا يوجد دليل على الحاجة لجرعة معززة ثالثة للوقاية من الإصابة الشديدة عند البالغين الأصحاء.

### الفعالية
وجدت البيانات الأولية من دراسة واقعية أجريت في بوتوكاتو في البرازيل، حيث ينتشر متغير جاما، انخفاضًا بنسبة 71% في الأعراض بعد أن تلقى 81% من السكان الجرعة الأولى.
تشير البيانات الأولية من دراسة أجريت في البرازيل على 61 مليون شخص في الفترة من 18 يناير إلى 30 يونيو 2021 إلى أن الفعالية ضد العدوى والاستشفاء والوفاة متشابهة بين معظم الفئات العمرية، مع انخفاض النتائج المماثلة عند المرضى الذين تتراوح أعمارهم بين 90 عامًا أو أكبر، ونُسب ذلك بشكل أساسي إلى التشيخ المناعي.
يعتبر اللقاح بشكل عام فعالًا إذا كان التقدير 50% مع حد أدنى أكبر من 30% من مجال الثقة 95%. من المتوقع عمومًا أن تنخفض الفعالية ببطء بمرور الوقت.

### مضادات الاستطباب
لا ينبغي إعطاء لقاح أكسفورد–آسترازينيكا لفيروس كوفيد-19 للأشخاص الذين يعانون من متلازمة التسرب الشعيري.

### الآثار الجانبية
كانت شدة الآثار الجانبية الأكثر شيوعًا في التجارب السريرية خفيفة أو معتدلة وتحسنت في غضون أيام قليلة بعد التطعيم. ومن بين الآثار الجانبية المصاحبة للقاح:
- حدث القيء والإسهال والحمى والتورم والاحمرار في موقع الحقن وانخفاض مستويات الصفيحات الدموية عند أقل من 1 من كل 10 أشخاص. قد يحدث تضخم الغدد الليمفاوية، وانخفاض الشهية، والدوخة، والنعاس، والتعرق، وآلام البطن، والحكة والطفح الجلدي عند أقل من 1 من كل 100 شخص.[45]
- ارتبطت زيادة خطر الإصابة بتجلط الدم النادر والمميت ومتلازمة قلة الصفيحات مع المتلقين الأصغر سنًا للقاح بشكل رئيسي. أفاد تحليل فيجي بيس عن وجود حوادث صمية وتجلطية بعد التطعيم بلقاحات أكسفورد-آسترازينيكا وموديرنا وفايزر، مع حدوث بنسبة 0.21 حالة لكل مليون يوم من التطعيم.[25][46]
- الحساسية المفرطة والتفاعلات التحسسية الأخرى هي أحد الآثار الجانبية المعروفة لأي لقاح، والتي يجب أن تُعطى تحت إشراف دقيق. قيّمت وكالة الأدوية الأوروبية 41 حالة من حالات الحساسية المفرطة من أصل 5 ملايين مُتلقٍ في المملكة المتحدة.
- متلازمة التسرب الشعيري هي أحد الآثار الجانبية المحتملة للقاح.
- أدرجت وكالة الأدوية الأوروبية متلازمة غيلان باريه كأثر جانبي نادر جدًا للقاح وأضافت تحذيرًا في معلومات المنتج.

### علم العقاقير
لقاح أكسفورد–آسترازينيكا لفيروس كوفيد-19هو ناقل لفيروس غدي يصيب القرود مُضعَف الانتساخ، وهو فيروس غدي شمبانزي معدل ChAdOx1، يحتوي على تسلسل كامل الطول مُحسّن لبروتين الحسكة لفيروس سارس كوف-2 مع الحمض النووي الريبي لمنشط البلازمينوجين النسيجي. يشبه ذلك الطريقة المستخدمة في تصنيع لقاح جونسون آند جونسون واللقاح الروسي سبوتنيك.
يُوصَف الفيروس الغدي بأنه مُضعف الانتساخ المتماثل لأن بعض جيناته الأساسية محذوفة ويحل محلها جين يرمز بروتين الحسكة. بعد التطعيم، يدخل ناقل الفيروس الغدي إلى الخلايا ويطلق جيناته على شكل حمض نووي ريبوزومي منقوص الأكسجين، من ثم ينتقل إلى نواة الخلية، وبعد ذلك تقوم آلية الخلية بالنسخ من الحمض النووي إلى الرنا المرسال وترميز البروتينات.
البروتين المهم في الفيروس هو بروتين الحسكة، وهو بروتين خارجي يمكّن فيروس كوفيد-19 من دخول الخلايا من خلال المجال الأنزيمي للإنزيم المحول للأنجيوتنسين. بعد التطعيم، سيحفز إنتاجه جهاز المناعة لمهاجمة الفيروس التاجي من قبل الأجسام المضادة والخلايا التائية في حال الإصابة به لاحقًا.

### التصنيع
لتصنيع اللقاح، تُضاعَف الفيروسات لإعطاء سلالات خلوية من HEK 293 ثم يُنقّى عدة مرات لإزالة مزرعة الخلايا تمامًا.
تبلغ تكلفة اللقاح حوالي 3 إلى 4 دولارات أمريكية للجرعة الواحدة. في 17 ديسمبر 2020، كشفت تغريدة من وزير الدولة لشؤون الميزانية البلجيكية أن الاتحاد الأوروبي سيدفع 1.78 يورو (2.16 دولار أمريكي) لكل جرعة، وتشير صحيفة نيويورك تايمز إلى أن السعر المنخفض قد يتعلق بعوامل تشمل الاستثمار في البنية التحتية لإنتاج اللقاحات من قبل الاتحاد الأوروبي.
اعتبارًا من مارس 2021، تُنتَج المادة الفعالة للقاح أكسفور آسترازينيكا في عدة مواقع في جميع أنحاء العالم، مع إنشاء الشركة لـ 25 موقعًا لها في 15 دولة مختلفة. مواقع المملكة المتحدة هي أكسفورد وكيلي والتعبئة والاستكمال في ريكسهام. تشمل المواقع الأخرى معهد سيروم الهند في بيون. وافقت وكالة الأدوية الأوروبية على موقع هاليكس في لايدن في 26 مارس 2021، لينضم إلى ثلاثة مواقع أخرى وافق عليها الاتحاد الأوروبي.

### بحثيًا
اعتبارًا من فبراير 2021، يعمل فريق التطوير على تكييف اللقاح ليكون أكثر فعالية فيما يتعلق بأحدث متغيرات فيروس كورونا المرتبط بالمتلازمة التنفسية الحادة الشديدة النوع 2. تعد إعادة تصميم اللقاح عملية سريعة نسبيًا عبر تغيير التسلسل الجيني لبروتين الحسكة. من الضروري تصنيع وتجربة اللقاح المعدل على نطاق صغير قبل أن يتوفر في الخريف.

## وصلات خارجية
- صفحة لقاح آسترازينيكا على موقع جامعة أكسفورد
- صفحة لقاح آسترازينيكا على موقع آسترازينيكا